# Valérie Mangin
Valérie Mangin (Nancy, 14 augustus 1973) is een Franse scenarist van verschillende stripreeksen. 

## Carrière
Na het behalen van een bachelor of science, studeerde Mangin geschiedenis in Parijs aan de École nationale des chartes en aan de Sorbonne. Mangin huwde in 1999 de tekenaar Denis Bajram en verzorgde in hetzelfde jaar de dialogen van het eerste deel in de stripreeks Mémoires Mortes, waar Bajram het scenario schreef en Lionel Chouin tekende. Sindsdien schreef ze scenario's voor verschillende losstaande strips en stripreeksen. Zo schreef ze scenario's voor onder andere de science fiction-reeks De gesel Gods (2000-2006), Klein Mirakel (2003), De laatste Trojaan (2004-2008), Spiegelingen (2013), Tristan (2020) en Onmenselijk (2021).
Vanaf 2012 is Mangin de vaste scenarist voor de serie Alex senator, een spin-off van de door Jacques Martin bedachte reeks Alex. In 2021 verzorgde ze het scenario voor de 40e Alex getiteld Het oog van de Minotaurus.
Ze werkte onder andere samen met Griffo en Thierry Démarez.